# بحري (اسم)
بحري هو اسم علم مذكر من أصل عربي، ومعناه هو نسبة إلى البحر.

## وصلات خارجية
- موسوعة السلطان قابوس لأسماء العرب